# Nakh Āb
Nakh Āb (persiska: نخ آب) är en ort i Iran.   Den ligger i provinsen Khorasan, i den östra delen av landet, 800 km öster om huvudstaden Teheran. Nakh Āb ligger 1 728 meter över havet och antalet invånare är 124.
Terrängen runt Nakh Āb är platt åt sydväst, men åt nordost är den kuperad.Runt Nakh Āb är det glesbefolkat, med 12 invånare per kvadratkilometer. Närmaste större samhälle är Darreh Charm, 2,4 km norr om Nakh Āb. Trakten runt Nakh Āb är ofruktbar med lite eller ingen växtlighet.